# Chantalite
La chantalite è un silicato di calcio ed alluminio appartenente sistema tetragonale, formula chimica CaAl2SiO4(OH)4.
Il nome deriva da Chantal Sarp (1944-), moglie svizzera di Halil Sarp, il primo a descrivere il minerale nel 1977.
La struttura della chantalite è formata da catene di ottaedri Al02(OH)4 unite fra di loro da tetraedri isolati di Si04 e poliedri Ca04(OH)4.

## Forma in cui si presenta in natura
Il minerale si presenza in sferule anedrali di 0,1-0,3mm all'interno di dicchi rodingitici nel complesso ofiolitico della caena del Tauro occidentale in Turchia.
Si rinviene in associazione con la vuagnatite, prehnite, idrogrossularia, clorite e calcite.